# Nakuru
Nakuru là thành phố Kenya. Đây là thành phố lớn thứ 4 Kenya, sau thủ đô Nairobi, Mombasa. Thành phố có diện tích km2, dân số theo điều tra năm 2009 là 300.000 người. Thành phố lớn thủ phủ tỉnh Rift Valley và hạt Nakuru. Thành phố nằm ở độ cao 1850 m trên mực nước biển.
Kinh tế địa phương dựa vào du lịch, công nghiệp chế tạo.
Khu định cư ở khu vực có từ thời tiền sử do cóc các phát hiện khảo cổ khoảng 8 km từ trung tâm thành phố tại khu bảo tồn đồi Hyrax. Khu định cư thành thị trấn năm 1904 và trở thành một đô thị và khu tự quản năm 1952.